# Jacob Ziegler
Pour les articles homonymes, voir Ziegler.
L'humaniste et théologien Jacob Ziegler, en allemand Jakob Ziegler, né vers 1470-1471, originaire de Landau an der Isar en Bavière, et mort en août 1549 à Passau, était un savant itinérant spécialiste de géographie et de cartographie. Il a étudié à l'université d'Ingolstadt, puis passé un certain temps à la cour du pape Léon X avant de se convertir au protestantisme ; par la suite, ses ouvrages géographiques ont été placés dans l'Index librorum prohibitorum.
Il enseigna quelque temps à Vienne. Son portrait par Wolf Huber (c. 1485-1553), exécuté en 1540, lorsqu'il avait environ soixante-dix ans, se trouve au musée d'histoire de l'art de Vienne ; la figure de saint Pierre dans l'Allégorie de la Croix de Huber a également été identifiée comme un portrait de Ziegler.

## Œuvre s
Les deux écrits les plus importants de Jacob Ziegler sont un commentaire de l'Histoire naturelle (Historia Naturalis) de Pline l'Ancien publié en 1531 et le traité de géographie Quae intus continentur Syrie, Palestine, Arabie, Aegyptus, Schondia, Holmiae, Regionum Superiorum publié à Strasbourg en 1532.